# Ischia bianco superiore
L'Ischia bianco superiore è un vino DOC la cui produzione è consentita nell'isola di Ischia (NA).

## Caratteristiche organolettiche
- colore: paglierino più o meno intenso
- odore: vinoso, delicato, gradevole
- sapore: asciutto, di giusto corpo, armonico

## Abbinamenti consigliati
Generalmente per accompagnare la cucina tipica dell'isola di Ischia.

## Produzione
Provincia, stagione, volume in ettolitri
- Napoli  (1990/91)  173,01
- Napoli  (1991/92)  132,27
- Napoli  (1992/93)  179,37
- Napoli  (1993/94)  161,55
- Napoli  (1994/95)  338,56
- Napoli  (1995/96)  371,88